# МК-УЛТРА
„Проект МК-УЛТРА“ (на английски: Project MKULTRA), наричан още „Програма на ЦРУ за контрол на съзнанието“, е кодово име, дадено на незаконна програма за експерименти върху хора, проектирана и предприета от Централното разузнавателно управление на САЩ. Целта им е идентифицирането и разработката на лекарства и процедури, които да бъдат използвани при разпити и мъчения, като този контрол на съзнанието да отслаби индивида и го принуди да направи самопризнания или извършва оперативна дейност, в някои случаи без да бъде наясно с това.
Организиран чрез Отдела за научно разузнаване към ЦРУ, проектът координира дейността си с Отдела за специални операции към Химическия корпус на американската армия.
Програмата започва в началото на 1950 г., одобрена е официално през 1953 г., с намален обхват през 1964 г., три години по-късно е съкратена допълнително и официално прекратена през 1973 г. Тя включва множество незаконни дейности , по-специално използването на граждани като тестови субекти, без изричното им и доброволно съгласие, което довежда до спор по отношение на легитимността ѝ.:с. 74МК-УЛТРА използва редица методологии, манипулиращи менталното състояние и променящи мозъчните функции, в това число тайно даване на незаконни наркотици (особено ЛСД) и други химикали, хипноза, сензорна депривация, изолация, вербално и сексуално насилие, както и различни варианти на мъчения. В поне няколко подпроекта – 102, 103, 117 и 122 експериментите са провеждани с деца.
Обхватът на Проект МК-УЛТРА е широк – с проучвания, предприети в 80 институции, включващи 44 колежа и университета, както и болници, затвори и фармацевтични компании. ЦРУ оперира чрез тях, използвайки фасадни организации, въпреки че понякога върховите служители са в течение с участието им. Както американския Върховен Съд по-късно отбелязва, МК-УЛТРА е:
ангажиран „с дейност по проучване и разработка на химически, биологически и радиологични материали, възможни за употреба в секретни операции, за да контролира човешкото поведение“. Програмата се състои от около 149 подпроекта, които Агенцията сключва с редица университети, научноизследователски фондации и подобни институции. Участват също и поне 185 частни изследователи. Тъй като Агенцията финансира МК-УЛТРА индиректно, много от тях не били наясно, че имат работа с нея.
За пръв път проекта е сведен до публично внимание от Църковния комитет на американския Конгрес и Комисията на Джералд Форд, разследващи дейността на ЦРУ на територията на САЩ. Изследователските усилия са възпрепятствани от факта, че през 1973 г. директорът на ЦРУ Ричард Хелмс нарежда унищожението на цялата картотекирана документация към МК-УЛТРА. Разследването на Църковния комитет и Комисията Рокфелер разчита на клетвени показания на преки участници и относително малък брой документи, които са оцелели след неговата заповед.
През 1977 г. Законът за свобода на информацията изисква разкриването на тайни 20 хиляди документа, свързани с МК-УЛТРА, които по-късно същата година водят до изслушвания в американския Сенат. Част от оцелялата информация относно проекта е разсекретена официално през юли 2001 г.

## Основи

### Предшестващи експерименти
През 1945 г. се създава Агенция за целево съвместно разузнаване (JIOA – Joint Intelligence Objectives Agency) – организация с директна отговорност осъществяването на Операция Кламер. Програмата вербува бивши нацистки учени , някои от които идентифицирани, осъдени и преследвани като военнопрестъпници по време на процесите в Нюрнберг. Един от тези учени е доктор Йозеф Менгеле, чиито трудове, изобретения, открития и опити в концентрационните лагери се използват в проекта, а част от научноизследователския му екип отиват да работят в САЩ по време на тази операция.
Вследствие Операция „Кламер“ възникват още няколко проекта. Те включват Проект Чатър (Project CHATTER) и създадения през 1950 г. Проект Синя птица (Project BLUEBIRD), който година по-късно е преименуван Проект Артишок (Project ARTICHOKE). Целта им била контрол над ума, водене на разпити, промяна на поведението и свързани теми.

### МК-УЛТРА
Умишлено криптираното име на проекта се състои от диаграфа МК, означаващ че се спонсорира от Отдела за Техническо Обслужване (Technical Services Staff), следван от думата „ултра“, която се използва от разузнаването за обозначаване на най-секретна класификация по време на Втората Световна Война. Други свързани криптоними са: Проект МК-НАОМИ (Project MKNAOMI) и Проект МК-ДЕЛТА (Project MKDELTA). На 13 април 1953 г. по заповед на директора на ЦРУ Алън Дълес, стартира официално Проект МК-УЛТРА с ръководител Сидни Готлиб. Една от целите му била развитие и проучване на наркотични вещества и медикаменти, опосредстващи контрол над съзнанието за употреба срещу Социалистическия лагер, най-вече в отговор на твърденията за употреба на подобни техники върху американски военнопленници, извършвани от Русия, Китай и Северна Корея. ЦРУ иска да използва сходни методи върху собствените задържани. От интерес за Агенцията била и манипулацията чрез тях на чужди лидери  и по-късно ще бъдат съставени няколко плана за даване на наркотици на Фидел Кастро. Експериментите често са водени без знанието и съгласието на субектите. В някои случаи академични изследователи, финансирани безвъзмездно чрез субсидии от подставени организации към ЦРУ не знаят, че работата им се използва с тази цел.
През 1964 г. проектът е преименуван на МК-СЪРЧ (MKSEARCH) и възнамерява да произведе съвършения „серум на истината“ за употреба при разпит на заподозрени шпиони по време на Студената война и като цяло – да проучи различни възможности за контрол на ума. Друга дейност – Подпроект 54, представлява свръх секретна военноморска програма – „Перфектно сътресение“, която трябвало да използва инфразвукови честотни взривове за изтриване на паметта.
Поради преднамереното унищожение на документацията към МК-УЛТРА през 1973 г. е било трудно, ако не и невъзможно за разследващите да получат пълно разбиране на повече от 150 индивидуално финансирани научноизследователски подпроекта и свързаните с тях ЦРУ програми.
МК-УЛТРА започва в период, който Рупърт Корнуел описва като „параноя“ в ЦРУ – когато Америка е загубила ядрения си монопол и в разгарът на страха от комунизма.
Джеймс Ангелтън – шеф на Контраразузнаването на ЦРУ вярва, че организацията е пробита от „къртица“ на най-високо равнище.

### Цели
Агенцията изсипва милиони долари в проучвания, изследващи методи за въздействие и контрол на ума, както и за подобряването на тяхната способност да извличат информация от устойчиви субекти по време на разпит. Някои историци поддържат мнение, че създаването на Манджурски кандидат е предмет на целите пред МК-УЛТРА и свързаните проекти на ЦРУ.
Документ от 1955 г. дава индикация за размера и обхвата на начинанията, и се отнася до изучаването на асортимент от вещества изменящи психиката, описани както следва:
1. вещества, които променят личностната структура по такъв начин, че тенденцията на приемника към зависимост от друго лице да бъде засилена
2. вещества, които ще повишат нелогичното мислене и импулсивност до точка, където приемникът ще бъде дискредитиран в обществото
3. вещества, увеличаващи ефикасността на мисловната дейност и възприятие
4. материали, повишаващи интоксикиращия ефект на алкохола
5. материали, които ще предизвикат ефектите и симптомите на разпознаваема болест по обратим начин, така че да могат да бъдат използвани за симулация
6. материали, причиняващи временна/перманентна загуба на памет
7. субстанции, повишаващи издръжливостта на индивида към лишения и принуда, по време на т.нар. „промиване на мозъка“
8. материали и физически методи, които ще причинят амнезия за събития преди и по време на употребата им
9. вещества, които водят до физическа инвалидност като частична парализа, остра амнезия и др.
10. физически методи за произвеждане на шок и объркване през продължителни периоди от време и възможност за недоказуемата им, тайна употреба
11. вещества, които ще доведат до химикал, предизвикващ изприщвания и обриви
12. вещества, причиняващи умствено объркване по такъв начин, че индивидът под влиянието им да бъде неспособен да лъже по време на разпит
13. вещества, които ще понижат амбициозността и общата работна ефективност, които да се прилагат в неоткриваеми количества
14. вещества, които водят до обща слабост и разстройство на зрението, слуха и други сетива, по възможност без трайни последици
15. нокаут хапче, което да се дават тайно и неоткриваемо в напитки, храна и цигари, като аерозол и т.н., безопасно за употреба и осигуряващо максимална амнезия, подходящо за използване върху агенти или по конкретен повод
16. материал, който да бъде секретно прилаган по гореописаните правила и който, в много малки количества, ще направи невъзможно за един човек извършването на физическа дейност

Но МКУЛТРА не се ограничава само с използване на наркотици. Под шапката на тази програма са събрани също лишаването от различни сетива, религиозни култове, микровълни, психологическа обработка, психохирургия, мозъчни импланти и още няколко области на изследване.

## Експерименти
ЦРУ документи навеждат на мисълта, че „химическите, биологически и радиологични“ аспекти са разследвани за целите на контрол върху ума като част от МК-УЛТРА. Секретен меморандум от фискалната 1953 г. предоставя на директора на проекта до 6 % от бюджета за научни изследвания, при това без счетоводен одит.

### Наркотици и други вещества

#### ЛСД
Ранните ЦРУ начинания са фокусирани върху ЛСД, който по-късно доминира в програмите на МК-УЛТРА. Това е наркотик, разстройващ усещането за реалност на личността и от Агенцията искали да проучат дали по този начин може да се повлияе върху нечия основна лоялност. ЦРУ иска да разбере дали може да предизвика предателство в руски шпиони против волята им и дали руснаците могат да направят същото с техните оперативни работници.
След започване на официална дейност по Проект МК-УЛТРА през април 1953 г. експериментите включат предписването и прилагането на ЛСД към психично болни, затворници, наркотично зависими и проститутки – „хора, които не могат да отвърнат на удара“, след като служител на агенцията им даде халюциногена. В един от случаите ЛСД бил приеман от психично болен в Кентъки в продължение на 174 дни. ЛСД е „предписван“ на служители към ЦРУ, военни, лекари, други правителствени агенти и членове на широката общественост, с цел да се изучат техните реакции. Той и други наркотици обикновено са прилагани без знанието на субекта и неговото информирано съгласие, в нарушение на Нюрнбергския Кодекс, който САЩ се съгласява да спазва след Втората Световна Война. Търсеният резултат е намирането на наркотици, които неизбежно да доведат до дълбоки признания или „избършат“ съзнанието на субекта и/или го програмират като „агент-робот“.
В операция Среднощен Връх (Midnight Climax) ЦРУ създава няколко публични дома в Сан Франциско, Калифорния, за да селектира мъже, които ще бъдат твърде притеснени да говорят за събитията. Те са дрогирани с ЛСД без тяхно знание, публичните домове са с еднопосочни огледала и сеансите са филмирани за по-късно разглеждане и изучаване. В други експерименти, когато наркотикът е даван без знанието на хората, те са разпитвани под ярки светлини, с доктори на заден план водещи си бележки. На субектите е казвано, че „разходките“ (жаргонен израз за преживявания под влияние на наркотични вещества) ще бъдат удължени неопределено, ако откажат да разкрият тайните си. Хората, разпитани по този начин, били служители на ЦРУ, американски военен персонал и агенти, заподозрени, че работят за врага по време на Студената Война. В резултат на това настъпват няколко смъртни случая и продължително изтощение. Хероинозависими са подкупвани да вземат ЛСД с предложение за още хероин.
Службата за Сигурност използва ЛСД при разпит, но доктор Сидни Готлиб – химикът, управляващ МК-УЛТРА имал и други идеи: той мислел, че може да се употреби и при закрити операции и вярвал, че тъй като ефектите му са временни, може да бъде даван на високопоставени служители, за да се повлияе ефекта на важни срещи, събрания, речи и т.н. Откакто узнава, че има разлика при тестването на наркотика в лаборатория и прилагането му в тайни операции, инициира серия от експерименти, където ЛСД е даван на хора в „нормална“ обстановка без предупреждение. Първоначално всички в Отдела на техническото обслужване към ЦРУ го опитват – типичен експеримент включвал двама души в стая, където те се наблюдавали един друг с часове и водели записки. С напредване на експериментирането се достига точка, когато хора са дрогирани без каквото и да било обяснение, и изненадващите „пътешествия“ стават нещо като „риск на професията“ сред агентите на ЦРУ. Нежелани реакции настъпват често. Например, агент взел дрога със сутрешното си кафе, изпада в психозно състояние и започва да тича из Вашингтон, виждайки чудовище във всяка кола, която го задминава. Експериментите продължават, дори след като доктор Франк Олсън, военен учен, който не е вземал ЛСД преди това изпада в дълбока депресия след изненадваща доза наркотици и по-късно пада от прозореца на 13-ия етаж при съмнителни обстоятелства.
Участието на някои тестови субекти е доброволно и в тези случаи се стига до дори още по-екстремни експерименти, като в един от случаите седем доброволци в Кентъки вземат ЛСД в продължение на 77 последователни дни.
В крайна сметка ЛСД е отхвърлен от изследователите в МК-УЛТРА като твърде непредсказуем в резултатите си. Те се отказват от идеята, че той е „тайната, която ще отключи Вселената“, но все още намира място в шпионския арсенал.

#### Други
През 1962 г. ЦРУ и армията разработват серия от супер халюциногени, като високо изтъквания BZ (хинуклидил-3-бензилат), който е смятан да притежава по-голямо бъдеще като оръжие за контрол на ума. Това закономерно води до оттегляне на подкрепа от много академични и частни изследователи, и проучването на ЛСД общо взето става с намален приоритет.
Една от разследваните техники е свързването на барбитурат IV в едната ръка и амфетамин IV в другата. Първоначално барбитуратите са освободени в системата на човек и веднага след като той заспи, се освобождават амфетамините. То започва да говори несвързано и понякога е възможно да се задават въпроси и бъдат получени полезни отговори. Други експерименти включват наркотични вещества и различни субстанции като темазепан (използван под кодово име МК-СЪРЧ), хероин, морфин, мескалин, псилоцибин, скополамин, марихуана, алкохол, натриев пентанол, секонал и ергин (познат като D-лизергинова киселина) – в Подпроект 22.

### Електроника
Поне един от подпроектите на МК-УЛТРА е за електронен контрол на човешкото поведение – Подпроект 119. Той има за цел да осигури средства за проучване, за да се направи критичен преглед на литературата и научните разработки свързани със записване, анализ и интерпретация на био-електрическите сигнали от човешкия организъм и дистанционната активация на човешкото поведение. Проучването обхваща пет основни области:
- техники за активация на човешки организъм чрез дистанционни електронни ресурси
- био-електрически сензори
- записване
- анализ
- стандартизация на данните

### Хипноза
Разсекретени МК-УЛТРА документи сочат, че хипнозата е проучвана в началото на 1950 г. Експерименталните цели включват:
- създаването на хипнотично индуцирано безпокойство и тревожност
- хипнотично увеличаване на възможностите за учене и възпроизвеждане на сложно написана материя
- изучаване на хипноза съвместно с изследвания с полиграф
- хипнотично увеличаване на способността да се наблюдават и припомнят сложно подредени физически обекти
- изучаване връзката на личностните характеристики по отношение на податливостта към хипноза.

Експериментите са проведени чрез медикаментозно стимулирана хипноза и с антероградна и ретроградна амнезия докато е влиянието на подобни вещества.

### Канадски експерименти
Експериментите са изнесени в Канада, когато ЦРУ вербува шотландския психиатър Доналд Юън Камерън, създател на концепцията за „психическо шофиране“, която ЦРУ намира за особено интересна. Камерън се надява да излекува шизофренията като изтрие съществуващите спомени и препрограмира психиката. Той пътува от Олбани, Ню Йорк до Монреал всяка седмица, за да работи в Алън Мемориал Институт към Университет МакГил и изразходва хиляди долари, за да извършва там експериментите на МК-УЛТРА. Тези средства за научни изследвания са изпратени на доктор Камерън от ЦРУ подставена организация – Общество за изследване на човешката екология и както е показано във вътрешните документи на Агенцията, той не е имал представа, че парите са осигурени от тях. В допълнение към ЛСД Камерън експериментира с множество паралитични наркотици, както и с електроконвулсивна терапия – с мощност 30 до 40 пъти повече от приетата за нормална. „Шофиращите“ му експерименти се състоят в поставянето в медикаментозна кома за седмици (понякога до три месеца), докато пускал касета със запис на повтарящи се шум или изявления. Опитите обикновено са извършвани върху пациенти, влезли в института за дребни проблеми като тревожност и депресия след раждането, много от които страдат трайно след неговите действия. Лечението му довежда жертвите до невъздържаност, амнезия, забрава как да говорят, забрава на техните родители, мислейки си, че разпитващите са техни родители. Работата му е вдъхновена и паралелна на тази на британския психолог Уилям Сарджант от болница Сейнт Томас в Лондон и болница Белмонт в Съри, който също е въвлечен в разузнавателните служби и в голяма степен експериментира върху пациентите си без тяхно съгласие, причинявайки подобни дългосрочни увреждания.
Именно по това време Камерън става световноизвестен като първия председател на Световната психиатрична асоциация, както и президент на американската и канадска психиатрични асоциации. Камерън също така е бил член на Нюрнбергския медицински трибунал през 1946 – 1947 г.
В книгата си „Шоковата доктрина“ Наоми Кейн твърди, че приносът и проучванията на Камерън към Проект МК-УЛТРА всъщност не са за контрол над ума и мозъчна промивка, а за проектиране на „научно обоснована система за извличане на информация от съпротивляващи се източници“. С други думи, става въпрос за изтезания.

## Разкриване
По време на правителствената паника през 1973 г., причинена от Уотъргейт, директорът на ЦРУ Ричард Хелмс разпорежда унищожаването на всички архиви на МК-УЛТРА. Съответно много ЦРУ документи по отношение на проекта изчезват, по този начин правейки щателното разследване невъзможно. След тази чистка оцеляват около 20 хиляди документа поради неправилно съхранение в сграда за финансови записи, които са открити следствие искане въз основа Закона за свобода на информацията (Freedom of Information Act – FOIA) през 1977 г. и тези данни са напълно изследвани по време на Сенатските изслушвания същата година.
През декември 1974 г. вестник „Ню Йорк Таймс“ твърди в своя публикация, че през 60-те години ЦРУ извършва незаконна дейност, включително експерименти върху американски граждани. Репортажът става причина за разследвания от американския Конгрес, осъществени под формата на Църковен комитет и от президентска комисия, известна като Комисия Рокфелер, които разгледали дейността на ЦРУ, ФБР и свързаните разузнавателни агенции към военните в страната. През лятото на 1975 г. докладите им разкриват за пръв път пред обществото, че ЦРУ и Министерство на отбраната са извършили експерименти върху осведомени и неосъзнаващи за тях човешки субекти, като част от мащабна програма за влияние и контрол на човешкото поведение чрез употребата на психоактивни вещества като ЛСД, мескалин и други химични, биологични и психологически способи. Също така става ясно, че поне един субект е починал след експериментален прием на ЛСД. Много от това, което Църковният комитет и Комисията Рокфелер научават за МК-УЛТРА, се съдържа в доклад, изготвен от Кабинета на главния инспектор, който оцелява след унищожението през 1973 г. Въпреки това, той съдържа малко подробности. Сидни Готлиб, пенсионирал се от ЦРУ две години по-рано, е интервюиран от комисия, но твърди, че има много малко спомени за дейността на МК-УЛТРА.
Комитетът към Конгреса, разследващ проучванията на ЦРУ, председателстван от Франк Чърч, излиза със заключение, че: „предварителното информирано съгласие, очевидно не е получено от всеки човек“. Комитета отбелязва и: "експериментите, спонсорирани от тези изследователи… поставят под въпрос решението на агенциите да не фиксират ръководни принципи за експериментиране“.
На 26 април 1976 г. Църковния Комитет в американския сенат изготвя доклад.В книга I, глава XVII, стр.389 в него се твърди:
ЛСД е бил един от материалите, тествани в МК-УЛТРА. Финалният етап на опитите включва нерегламентиран прием на незнаещи не-доброволци в обичайна житейска обстановка под прикритие на Бюрото за наркотични вещества, действащо за ЦРУ.
Специална процедура, определена като МК-ДЕЛТА е създадена да регулира веществата на МК-УЛТРА в чужбина, които са използвани по различни поводи. Тъй като архива на МК-УЛТРА е унищожен, реконструкцията на оперативното използване на материалите от ЦРУ в чужбина е невъзможна, но е установено, че то започва през 1953 г. и евентуално още по-рано – през 1950 г.
Наркотиците основно се употребяват като помощно средство за разпити, но и за тормоз, дискредитиране и обезвреждане.
Следвайки препоръките на Църковния комитет през 1976 г. Джералд Форд издава първата изпълнителна заповед за разузнавателна дейност, която наред с други неща, забранява „експериментирането с наркотици и лекарства върху хора, освен с информирано съгласие, изготвено писмено и в присъствие на незаинтересувана трета страна, от всеки един такъв субект“ и в съответствие с насоките, издадени от Националната Комисия. Последващи заповеди на президентите Картър и Рейгън разширяват директивата към приложение по отношение на всякакви експерименти с хора.
През 1977 г. по време на изслушването, държано от избрана Сенатската комисия по разузнаването (Senate Select Committee on Intelligence), за да разгледа допълнително МК-УЛТРА, адмирал Стансфийлд Търнър, тогава директор на Централното Разузнаване, разкрива че ЦРУ е намерило комплект записи, състоящ се от около 20 000 страници, оцелял след унищожаването на документи през 1973 г., тъй като са съхранени в регистри, където обикновено не се съдържат подобен тип документи. Те се отнасят до финансирането на проектите към МК-УЛТРА и включват малко подробности, въпреки това от тях е научено много повече, отколкото от доклада на Генералния Инспектор от 1963 г.
В Сената през 1977 г. сенатор Едуард Кенеди казва:
Заместник-директора на ЦРУ разкри, че над 30 университета и институции са участвали в програма за „обширно тестване и експерименти“, която включва скрити тестове за наркотици върху неосъзнаващи това граждани „на всички социални нива, високо и ниско, коренни американци и чужденци“. Няколко от тези тестове включват даването на ЛСД на „незнаещ субект в социални ситуации.
В Канада този проблем излиза много повече на повърхността, ставайки широко известен през 1984 г. в новинарско шоу по Си Би Ес – „Петото съсловие“ (The Fifth Estate). То узнава, че ЦРУ не само е финансирало дейността на доктор Камерън, но може би още по-шокиращо – канадското правителство е било напълно наясно с този факт и по-късно осигурява още финансови средства с оглед продължаването на експериментите. Разкритието води до това, че много от жертвите започват усилия да заведат дела срещу ЦРУ, както са направили и потърпевшите американски граждани. В крайна сметка канадското правителство разпорежда извънсъдебно 100 000 долара на всяка от 127 – те жертви. Нито един от личните архиви на участието на доктор Камерън в МК-УЛТРА не оцелява, тъй като семейството му ги унищожават след неговата смърт от сърдечен удар по време на планинско катерене през 1967 г.

## Доклад от 1984 г. на американската Върховна сметна палата
На 28 септември 1984 г. американската Върховна сметна палата (General Accounting Office) съставя доклад, в който се твърди, че между 1940 и 1974 година Министерството на отбраната и други национални агенции към сигурността, изучават хиляди човешки субекта в тестове и експерименти, включващи рискови субстанции. Цитат от изследването:
Работейки с ЦРУ, Министерството на отбраната дава халюциногени на хиляди войници „доброволци“ през 50-те и 60-те години. В допълнение към ЛСД, армията тества хиноклидиниловия бензилат, халюциноген с кодово име BZ. Много от тези тестове са проведени в рамките на т.нар. програма МК-УЛТРА, създаден, за да противостои на руския и китайски напредък в областта на техниките за промиване на мозъка. Между 1953 г. и 1964 г. програмата се състояла от 149 проекта, включващи тестване на наркотични вещества и други проучвания върху неосведомени граждани.

## Смъртни случаи
С оглед целенасоченото унищожаване от ЦРУ на повечето данни за разработките към Проект МК-УЛТРА и провалът на Агенцията да следва протокол за информирано съгласие от хиляди участници, неконтролируемият характер на експериментите и липсата на данни за последствията, пълното им въздействие никога няма да бъде установено.
Няколко известни смъртни случаи се свързват с проекта, най-вече този на Франк Олсън. Той е американски военен биохимик и изследовател на биологични оръжия, комуто ноември 1953 г. е даден ЛСД без негово знание или съгласие като част от ЦРУ експеримент, и умира при съмнителни обстоятелства седмица по-късно. Лекар от ЦЕУ, назначен да следи Олсън, твърди че е бил заспал в друго легло в нюйоркска хотелска стая, когато Олсън скача през прозореца на 13-и етаж на Статлър Хотел и умира впоследствие. През 1953 г. смъртта му е описана като самоубийство, поради тежък психотичен епизод. Собствено разследване на ЦРУ заключава, че ръководителят на ЦРУ по това време – Сидни Готлиб, осъществил ЛСД експеримент с предварителното знание на доктор Олсън, въпреки че нито Олсън, нито другия мъж, взели участие в опита, били информирани за точното естество на наркотика до около 20 минути след поглъщането му. По-нататък докладът предполага, че Готлиб въпреки това заслужава порицание, тъй като не успял да вземе предвид вече диагностицираните суицидни тенденции на Олсън, които могат да бъдат изострени от ЛСД.
Официалната версия за събитията е оспорена от семейството на Олсън, които заявяват, че той е убит защото, особено в резултат на своя ЛСД опит, станал риск за сигурността, който може да разгласи държавни тайни, свързани с високо класифицирани програми на ЦРУ за много от които имал лично, директно знание. Няколко дни преди смъртта си Олсън напуска поста на действащ началник към Отдела за специални операции в Детрик, Мериленд поради тежка морална криза, по отношение естеството на проучванията си относно биологичните оръжия. Сред опасенията на Олсън били разработването на убийствени субстанции, използвани от ЦРУ, употреба на отровни биологични вещества в тайни операции, експерименти с биологични оръжия в населени места, сътрудничеството с бивши нацистки учени в рамките на Операция Кламер, проучванията на ЛСД контрол на съзнанието и използването на психоактивни вещества по време на разпити под програма с кодово име Проект АРТИШОК. По-късно съдебно доказателство влиза в противоречие с официалната версия на събитията, когато през 1994 г. тялото на Олсън е ексхумирано, черепни травми посочват, че той вече е бил в безсъзнание, преди да „скочи“ от прозореца. Патологът определя смъртта като убийство. През 1975 г. семейството на Олсън получава обезщетение в размер на 750 хиляди долара от американското правителство и официално извинение от президент Джералд Форд и директора на ЦРУ Уилям Колби, макар че извиненията им са ограничени до информираното съгласие, касаещо поглъщането на ЛСД от Олсън. На 28 ноември 2012 семейството на Олсън завежда дело срещу американското федералното правителство за несправедливата му смърт.
В книгата си „Ужасна грешка“, издадена през 2009 г., изследователят Ханк Албарели-младши се съгласява със семейството на Олсън и заключва, че Франк Олсън е убит поради лична криза на съвестта, правеща вероятна възможността той да разкрие държавни тайни за няколко ЦРУ програми, главните от които Проект АРТИШОК и Проект на МК-ДЕЛТА, под кодово име Проект СПАН. Според него няколко месеца преди да подаде оставка Олсън става свидетел на екстремен разпит, проведен в Германия под егидата на Проект АРТИШОК. Албарели теоретизира, че Проект СПАН включва замърсяване на хранителни продукти и аерозолно пръскане на мощна смесица ЛСД в село Пон-Сент-Еспри във Франция през август 1951 г. Същата година масовото отравяне в селото довежда до всеобща психоза, 32 поверявания към заведенията за психично болни и най-малко седем смътни случая. Албарели пише, че Олсън е участвал в разработката на аерозолните системи и е присъствал в Пон-Сент-Еспри през август 1951 г. Докато повечето академични източници приемат отравяне от гъбична болест, отравяне с живак, микотоксини или азотен трихлорид като причина за епидемията от Пон-Сент-Еспри., други като автора Джон Фулър достигат до заключения, близки до тези на Албарели.
Друга известна жертва на МК-УЛТРА е Харолд Блайър, професионален тенисист в Ню Йорк, който умира януари 1952 г. в резултат на секретен военен експеримент с участието на 3,4-метилендиоксиамфетамин.

## Правни въпроси, свързани с информираното съгласие
Разкритията около ЦРУ и Армията стават повод редица граждани или техни наследници да заведат съдебни дела срещу федералното правителство за провеждане на експерименти без получено информирано съгласие. Въпреки че правителството агресивно и понякога успешно търси да избегне правна отговорност, няколко ищци получават компенсация по съдебен ред, извънсъдебни споразумения или актове на Конгреса.
Преди това ЦРУ и армията активно и успешно задържат уличаваща информация, докато същевременно тайно осигуряват компенсации на семействата.

## Известни личности
- Авторът на „Полет над кукувиче гнездо“ Кен Киси доброволства за експериментите на МК-УЛТРА, включващи ЛСД и други психеделици в болницата за ветерани в Менло парк, докато е студент в близкия Стандфордски университет, където тези участия в подобни опити са платени. Преживяванията на Киси под влияние на ЛСД го вдъхновяват да промотира наркотика извън условията на проекта, което влияе върху ранното развитие на хипи културата.[75][76]
- Кати О'Брайън, автор на книгата „Транс-Формацията на Америка“, в която описва преживяванията си като субект на Проект Монарх, който е част от МК-УЛТРА, още от най-ранна детска възраст и посочва имената на някои видни държавни служители, участващи в насилието и програмирането над нейната личност, между които Джордж Хърбърт Уокър Буш, Роналд Рейгън, Джералд Форд, Дик Чейни, Доналд Ръмсфелд и Хилари Клинтън.[77]
- Кенди Джоунс – модел и радиоводещ в Америка, която твърди, че е жертва на контрол над ума.[78]
- Бостънският гангстер Джеймс „Уайти“ Бълджър заявява доброволно участие за тестване, докато излежава присъда в затвора в Левънуорт през 1963 г.[79]
- Теодор Казински е част от няколко експеримента в Харвард, включващи индуцирането на екстремен стрес.[80]

## Теории на конспирацията
Поради естеството си и унищожението на документите към него проект МК-УЛТРА участва в много теории на конспирацията.
Лорънс Тийтър, адвокат на обвинения убиец Сирхан Сирхан, вярва че Сирхан е бил под хипнотично влияние, когато стреля в Робърт Кенеди през 1968 г.
На 18 ноември 1978 г. в селището Джонстаун в Гвиана 909 последователи на сектата, известна като „Храм на народа“, извършват групово ритуално самоубийство. Смята се, че това е място за МК-УЛТРА медицински експерименти, контролиращи съзнанието след официалното прекратяване на програмата. Конгресмен Лео Райън, известен критик на ЦРУ, е убит от членове на сектата по време на посещението си в Джонстаун, за да разследва редица докладвани нередности.

## Последици
При пенсионирането си през 1972 г. Сидни Готлиб разформира цялата дейност около проект МК-УЛТРА на ЦРУ и определя програмата като „безполезна“.
Въпреки настояванията на ЦРУ, че експерименти, сходни на тези от проекта са преустановени, наблюдатели на Агенцията твърдят, че няма известно основание да не се смята, че програмата продължава и до днес под различни абревиатури.